# 3,5-dimethylpyrazol
3,5-Dimethylpyrazol je heterocyklická sloučenina se vzorcem (CH3C)2CHN2H, jeden z dimethylovaných derivátů pyrazolu; bílá pevná látka rozpustná v polárních organických rozpouštědlech. Tato sloučenina je nesymetrická, ale konjugovaná kyselina (pyrazolium) a zásada (pyrazolid) mají symetrii typu C2v.
3,5-Dimethylpyrazol se používá na tvorbu ligandů pro koordinační chemii, mezi kterými jsou trispyrazolylborát, trispyrazolylmethan a pyrazolyldifosfin.
Připravit lze tuto látku kondenzací acetylacetonu s hydrazinem:
CH3C(O)CH2C(O)CH3 + N2H4 →  (CH3C)2CHN2H + 2 H2O
Používá se jako antagonista izokyanátových receptorů.